# Rosemarie Myrdal
Rosemarie Myrdal (* 20. Mai 1929 in Minot, North Dakota; † 11. Oktober 2023 in Grafton, North Dakota) war eine US-amerikanische Politikerin. Zwischen 1993 und 2000 war sie Vizegouverneurin des Bundesstaates North Dakota.

## Werdegang
Rosemarie Myrdal absolvierte die Fargo Central High School und studierte danach bis 1951 am North Dakota Agricultural College. Später schlug sie als Mitglied der Republikanischen Partei eine politische Laufbahn ein. Zwischen 1985 und 1992 saß sie als Abgeordnete im Repräsentantenhaus von North Dakota. 
1992 wurde sie an der Seite von Ed Schafer zur Vizegouverneurin von North Dakota gewählt. Dieses Amt bekleidete sie nach einer Wiederwahl zwischen 1993 und 2000. Dabei war sie Stellvertreterin des Gouverneurs und Vorsitzende des Staatssenats. Nach dem Ende ihrer Zeit als Vizegouverneurin engagierte sich Myrdal in mehreren Organisationen in den Bereichen Gesundheit, Bildung und Tourismus. Mit ihrem zwischenzeitlich verstorbenen Mann John hatte sie fünf inzwischen erwachsene Kinder.
Sie verstarb am 11. Oktober 2023 in Grafton im Alter von 94 Jahren.